# 767 Bondia
Bondia (asteroide 767) é um asteroide da cintura principal com um diâmetro de 41,54 quilómetros, a 2,579893 UA. Possui uma excentricidade de 0,1746203 e um período orbital de 2 018,46 dias (5,53 anos).
Bondia tem uma velocidade orbital média de 16,84685297 km/s e uma inclinação de 2,42056º.
Este asteroide foi descoberto em 23 de Setembro de 1913 por Joel Metcalf.